# International Race of Champions
International Race of Champions eller IROC var en biltävlingsserie i USA mellan 1974 och 2006. Serien är ej att förväxla med Race of Champions eller Race of Champions på Brands Hatch.

## Historia
IROC grundades som ett arrangemang av all-star-typ, där stjärnor från olika framförallt amerikanska serie var inbjudna att tävla i identiska stock cars. Tävlingarna kördes med ett fåtal inbjudna förare, och aldrig med mer än tolv. Under seriens gång dominerades den av förare från NASCAR, då dessa körde liknande bilar i sina vanliga tävlingar. Den sista föraren som inte var ifrån NASCAR som vann sammanlagt var Al Unser Jr. 1988. På grund av ekonomiska problem blev aldrig säsongen 2007 av, och företaget som ägde serien gav upp våren 2008.

## Säsonger och mästare
| Säsong  | Vinnare                     |
| ------- | --------------------------- |
| 1973/74 | Mark Donohue                |
| 1974/75 | Bobby Unser                 |
| 1975/76 | A.J. Foyt                   |
| 1976/77 | A.J. Foyt                   |
| 1977/78 | Al Unser                    |
| 1978/79 | Mario Andretti              |
| 1979/80 | Bobby Allison               |
| 1984    | Cale Yarborough             |
| 1985    | Harry Gant                  |
| 1986    | Al Unser Jr.                |
| 1987    | Geoff Bodine                |
| 1988    | Al Unser Jr.                |
| 1989    | Terry Labonte               |
| 1990    | Dale Earnhardt              |
| 1991    | Rusty Wallace               |
| 1992    | Ricky Rudd                  |
| 1993    | Davey Allison Terry Labonte |
| 1994    | Mark Martin                 |
| 1995    | Dale Earnhardt              |
| 1996    | Mark Martin                 |
| 1997    | Mark Martin                 |
| 1998    | Mark Martin                 |
| 1999    | Dale Earnhardt              |
| 2000    | Dale Earnhardt              |
| 2001    | Bobby Labonte               |
| 2002    | Kevin Harvick               |
| 2003    | Kurt Busch                  |
| 2004    | Matt Kenseth                |
| 2005    | Mark Martin                 |
| 2006    | Tony Stewart                |